# Trichoscelia trifasciata
Trichoscelia trifasciata är en insektsart som först beskrevs av Hermann Stitz 1913.  Trichoscelia trifasciata ingår i släktet Trichoscelia och familjen fångsländor. Inga underarter finns listade i Catalogue of Life.